# دانگفنگ فنگدو
دانگفنگ فنگدو (انگلیسی: Dongfeng Fengdu) شرکت خودروسازی چینی است، که در سال ۲۰۱۳ تأسیس شد.